# Єрусалимський швидкісний трамвай

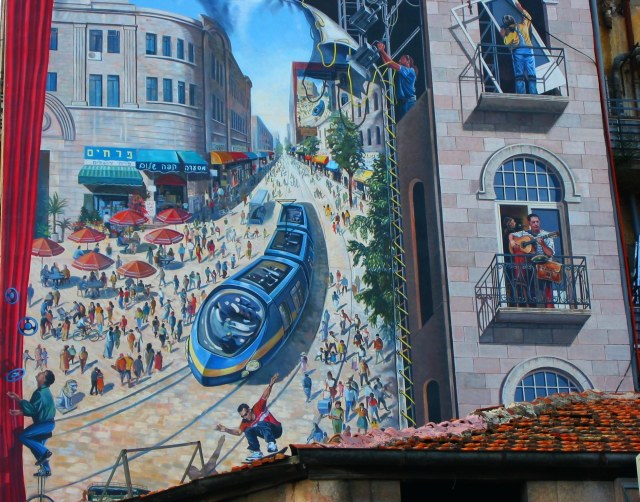
Зображення єрусалимського трамваю на стіні місцевого будинку

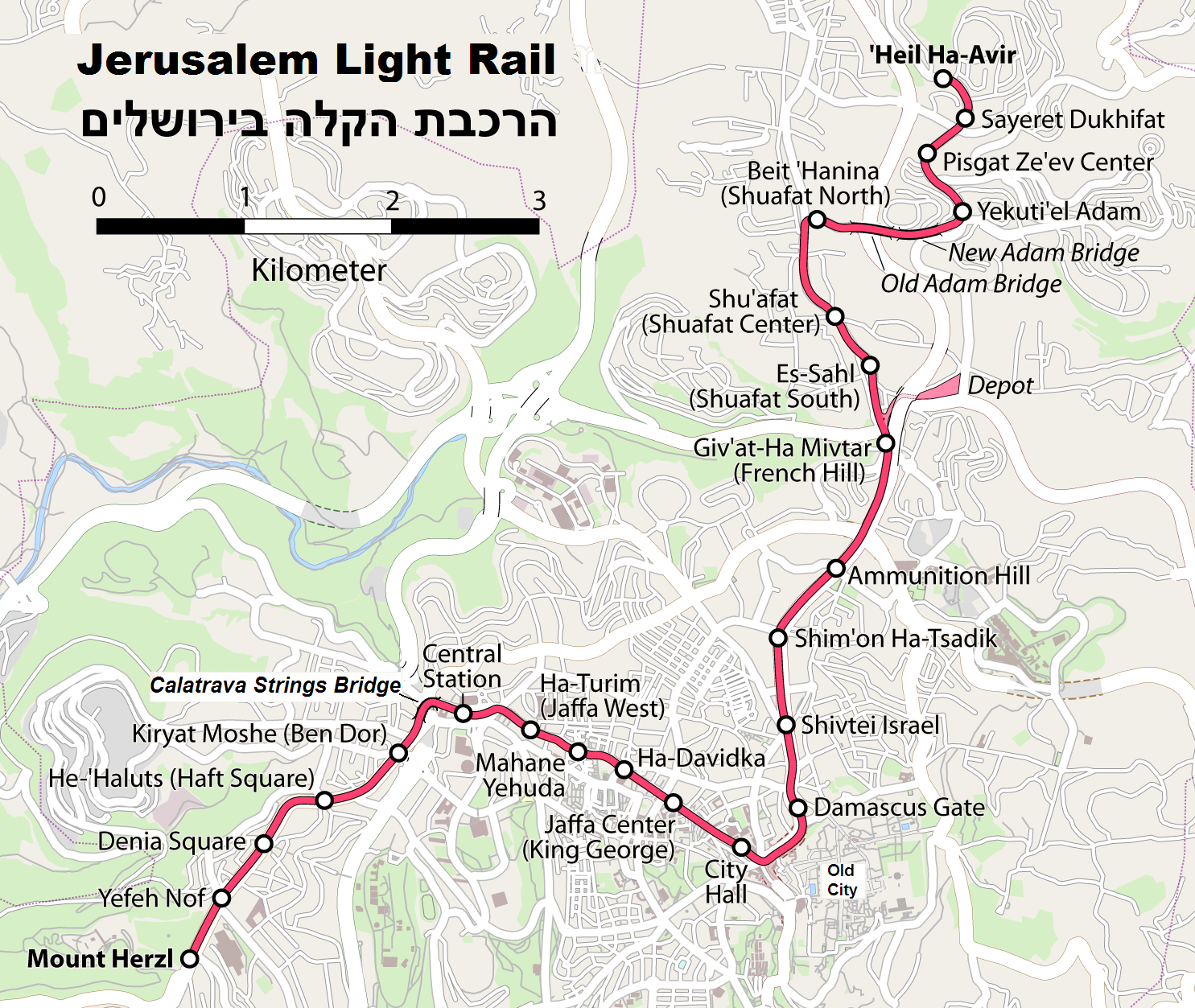

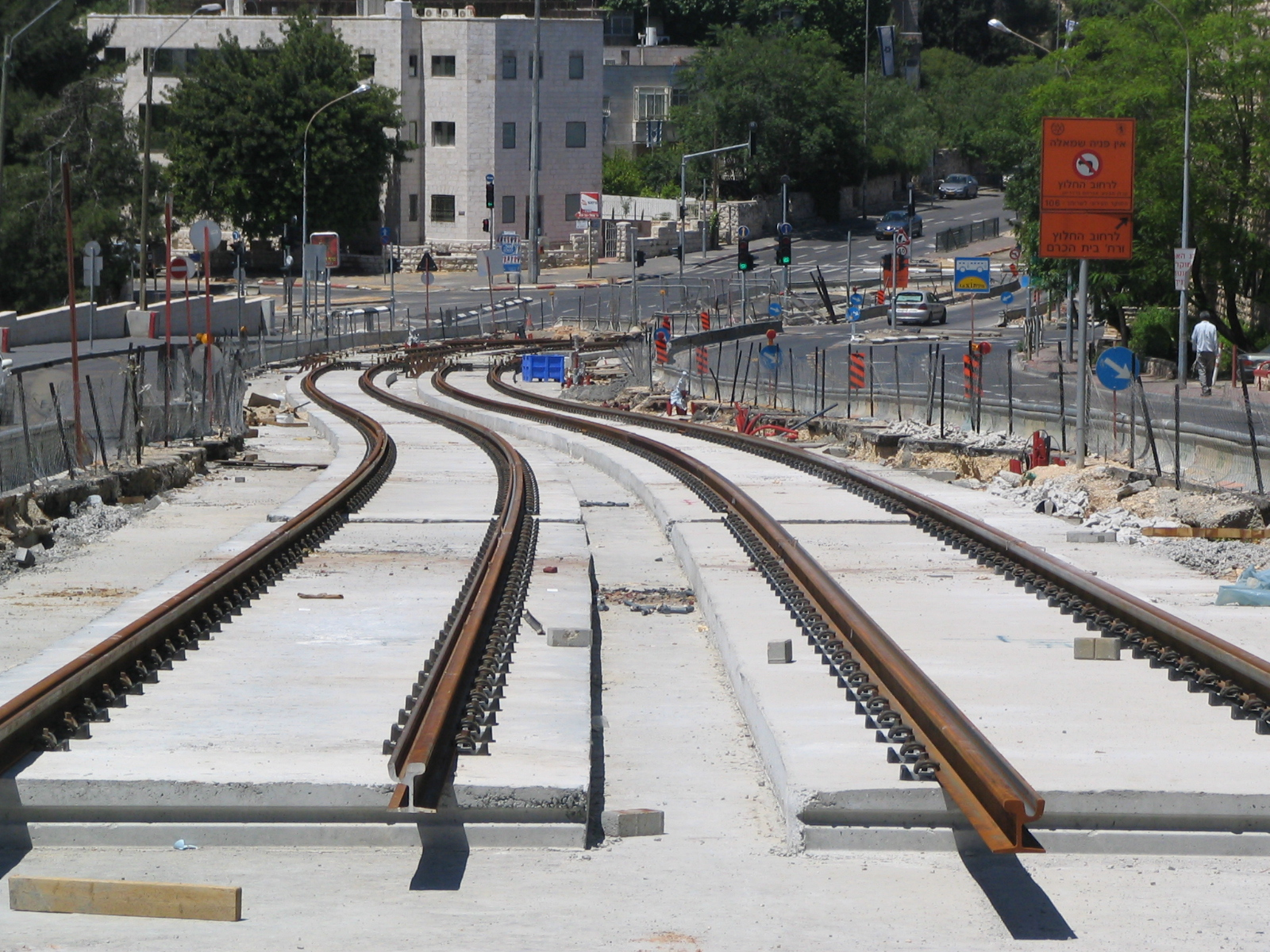
Будівництво на вулиці Герцль

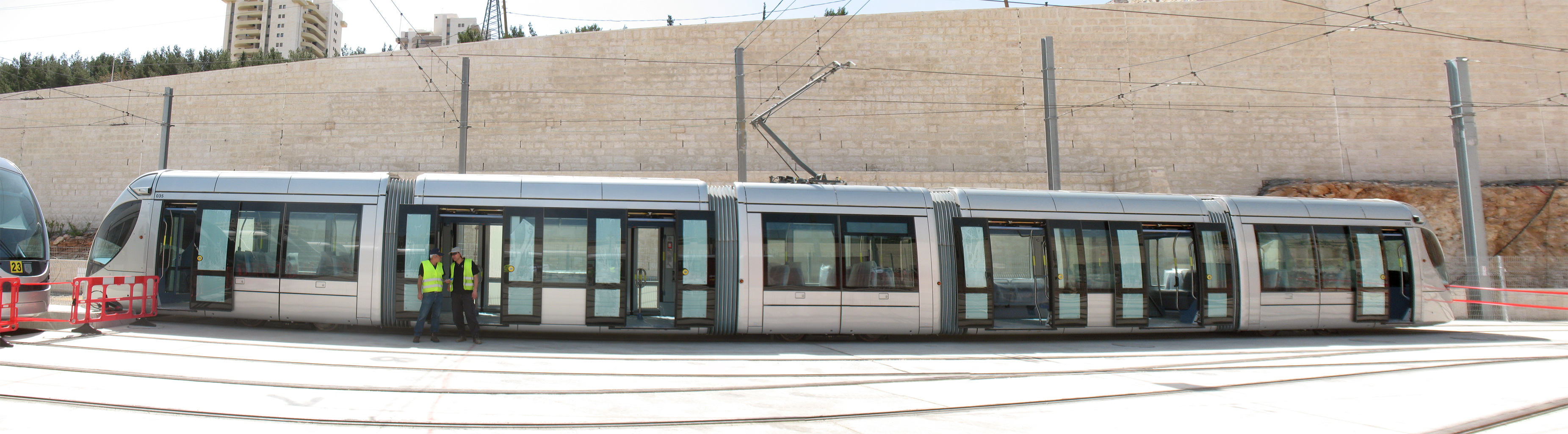
Вагон в депо

Єрусалимський швидкісний трамвай — чинна легкорейкова система, у місті Єрусалим (Ізраїль). За класифікацією, прийнятою на пострадянському просторі її б назвали швидкісним трамваєм; за класифікацією США та Західної Європи — легкорейковим транспортом.

## Історія
У 1995 році Міністерство транспорту Ізраїлю та мерія Єрусалима вирішили знайти альтернативу автомобільним та автобусним перевезенням у Єрусалимі. Розглядалося декілька варіантів:
- розвиток доріг; варіант був відхилений, бо це він стимулював би збільшення кількості автомобілів і погіршення екологічної ситуації в місті;
- будівництво метрополітену; варіант відхилений, тому що будівництво метрополітену не виправдане в містах з населенням менше мільйону жителів;
- будівництво монорельсу; варіант відхилений, бо цей вид транспорту має малу пропускну здатність і візуально забруднює місто;
- розвиток автобусного парку; варіант був відхилений, бо не задовольняв всіх потреб міста;
- будівництво швидкісної трамвайної системи.

Рішення про будівництво трамвайної системи було прийняте в жовтні 1997 року. Конкурс на будівництво лінії виграла компанія CitiPass, яка вкладе в проект 32,5 млн шекелів, Міністерство транспорту Ізраїлю і мерія Єрусалима — 1,5 млн. Будівництво почалося у квітні 2006 року. Відкриття першої лінії було заплановане на кінець 2008 року, проте пізніше було перенесене на 2010 рік.
19 серпня 2011 року відбулося офіційне відкриття трамвайного руху.

## Опис мережі
Перша, червона, лінія довжиною 13,8 км має з'єднати гору Герцля і Пісґат Зеев. На ній заплановано 23 зупинки. Спочатку було заплановане розширення на Неве-Яаков і в Ейн-Керем, проте у березні 2009 року CitiPass заявила, що не зацікавлена у розширенні мережі. Лінія проходить через території, захоплені Ізраїлем у ході Шестиденної війни, тому її прокладання викликало протести місцевих правозахисників.
Депо єрусалимського трамвая розташоване між районами Ґіва Царфатит та Пісґат Зеев неподалік червоної лінії. Тут будуть розташовані майстерні техобслуговування і ремонту та диспетчерська.

## Рухомий склад
Депо єрусалимського трамвая має налічувати 46 вагонів Citadis 302, перші з яких були доставлені у місто на початку 2007 року.
В Єрусалимі використовуються сучасні низькопідлогові двосторонні зчленовані трамваї типу Alstom Citadis 302. Трамваї, замовлені для Єрусалиму, спеціально обладнані відповідно до ізраїльських вимог безпеки. Вагони мають куленепробивне скло, а всі частини двигуна приховані в кожусі вагона, щоб у них не можна було заховати вибухові пристрої. Заявлена місткість понад 500 пасажирів, технічно вагони розраховані на знаходження в них 440 осіб у складі (по 220 на кожен вагон) зі 112 сидячими місцями.

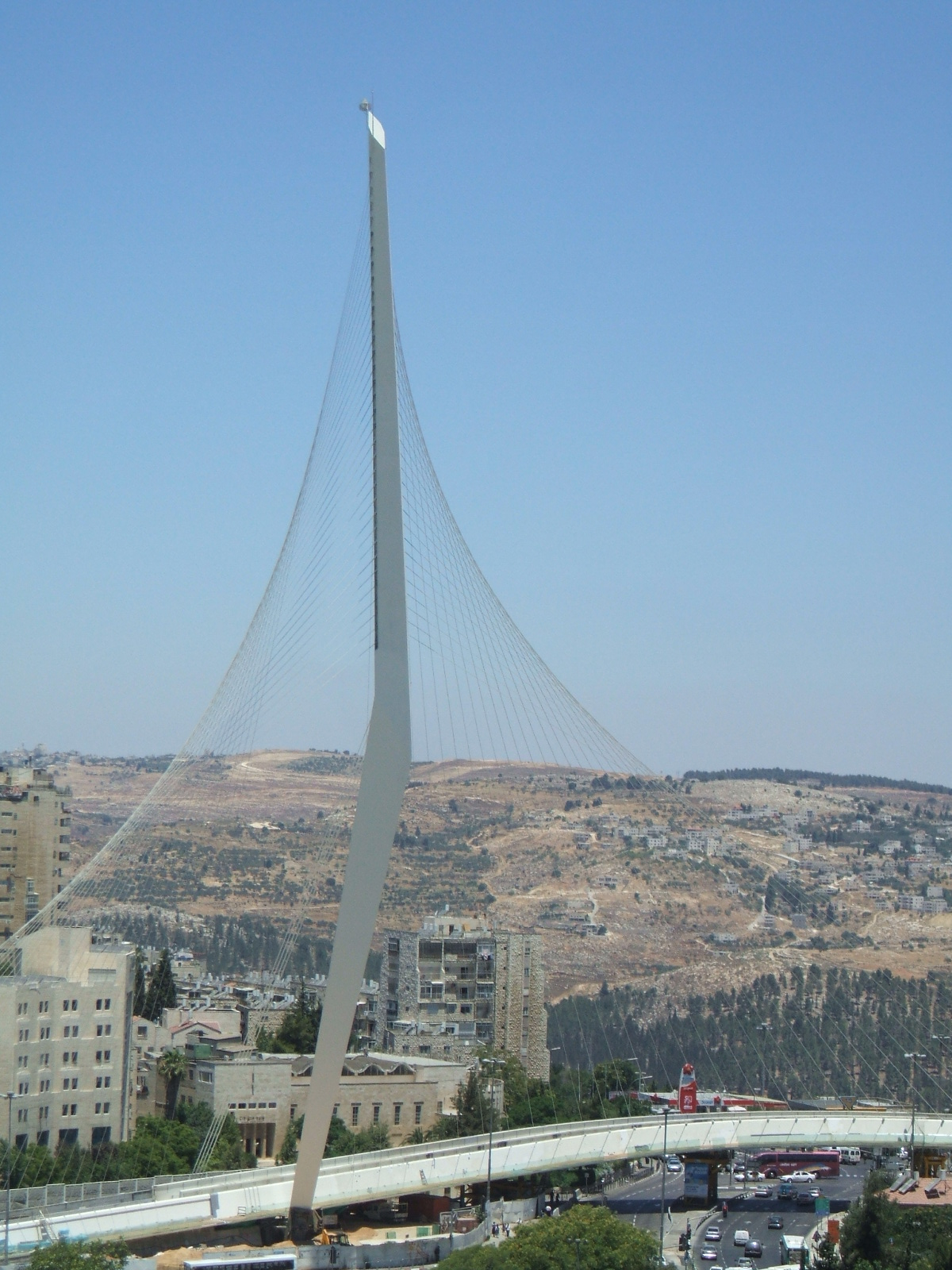
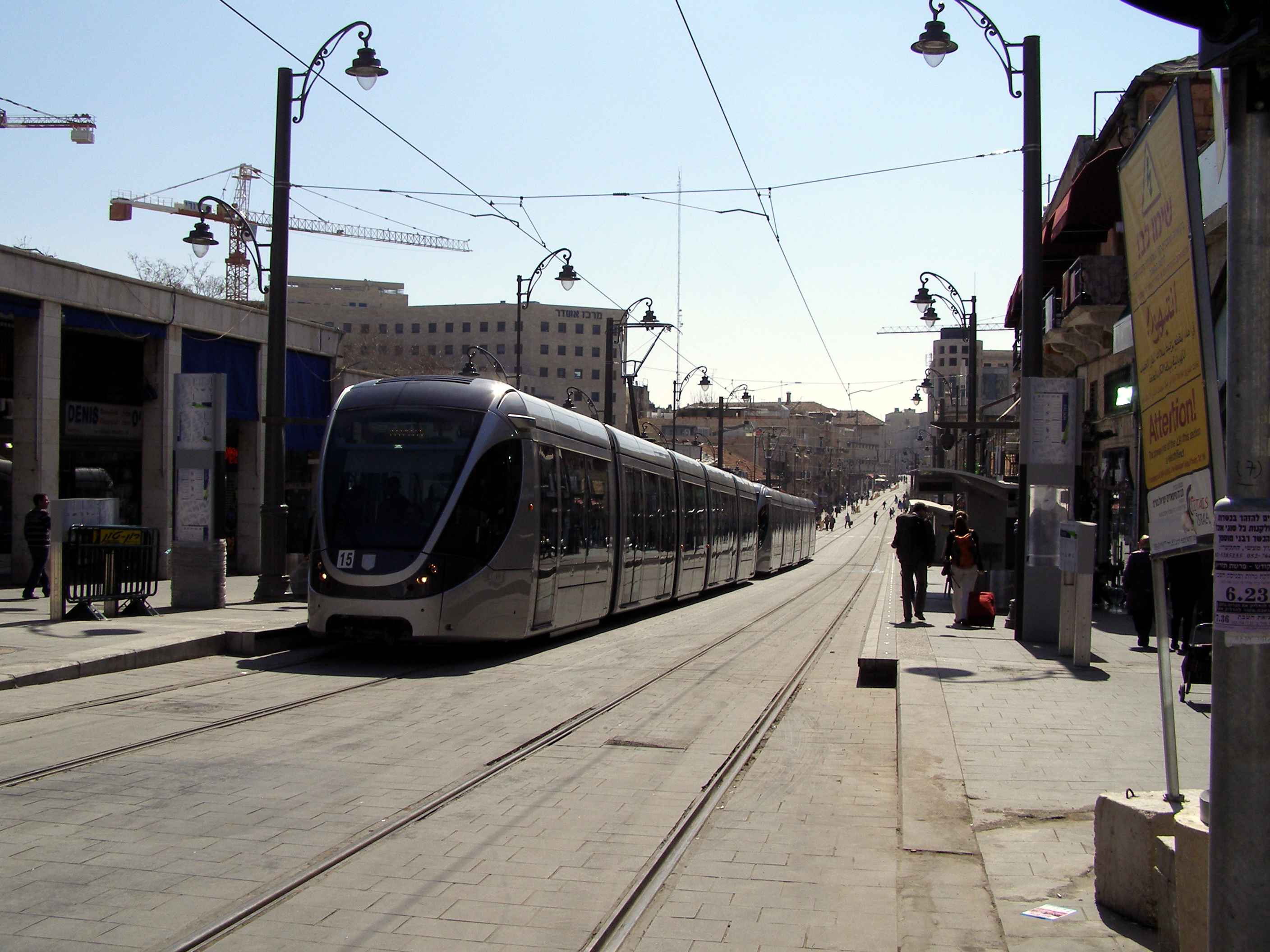